# Q.e.d.
q.e.d. – skrót od łacińskiego zwrotu quod erat demonstrandum („co było do udowodnienia”). Najpowszechniej stosowanymi polskimi odpowiednikami są skróty cnd. („czego należało dowieść”), c.b.d.u. („co było do udowodnienia”), cbdd. („co było do dowiedzenia”), c.b.d.o. („co było do okazania”) oraz ckd. („co kończy dowód”).
Wyrażenie to jest używane jako znak zakończenia wyprowadzonego dowodu tezy lub lematu. Zamiennie w tym celu stosuje się znak końca dowodu (tak zwany halmos).
Łacińska nazwa jest tłumaczeniem greckiego zwrotu ὅπερ ἔδει δεῖξαι (hoper edei deixai), który był używany przez wielu starożytnych filozofów i matematyków, na przykład Euklidesa i Archimedesa.